# Stazione di Pidzamche
La stazione di Pidzamche (in ucraino Підзамче?; in polacco Podzamcze) è una stazione ferroviaria di Leopoli nell'oblast' omonima  in Ucraina.

## Storia

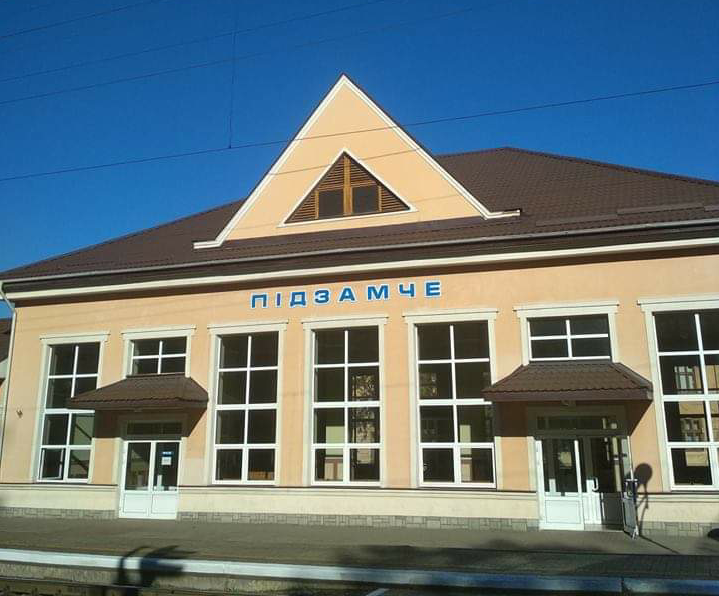
Facciata della stazione verso la linea ferroviaria

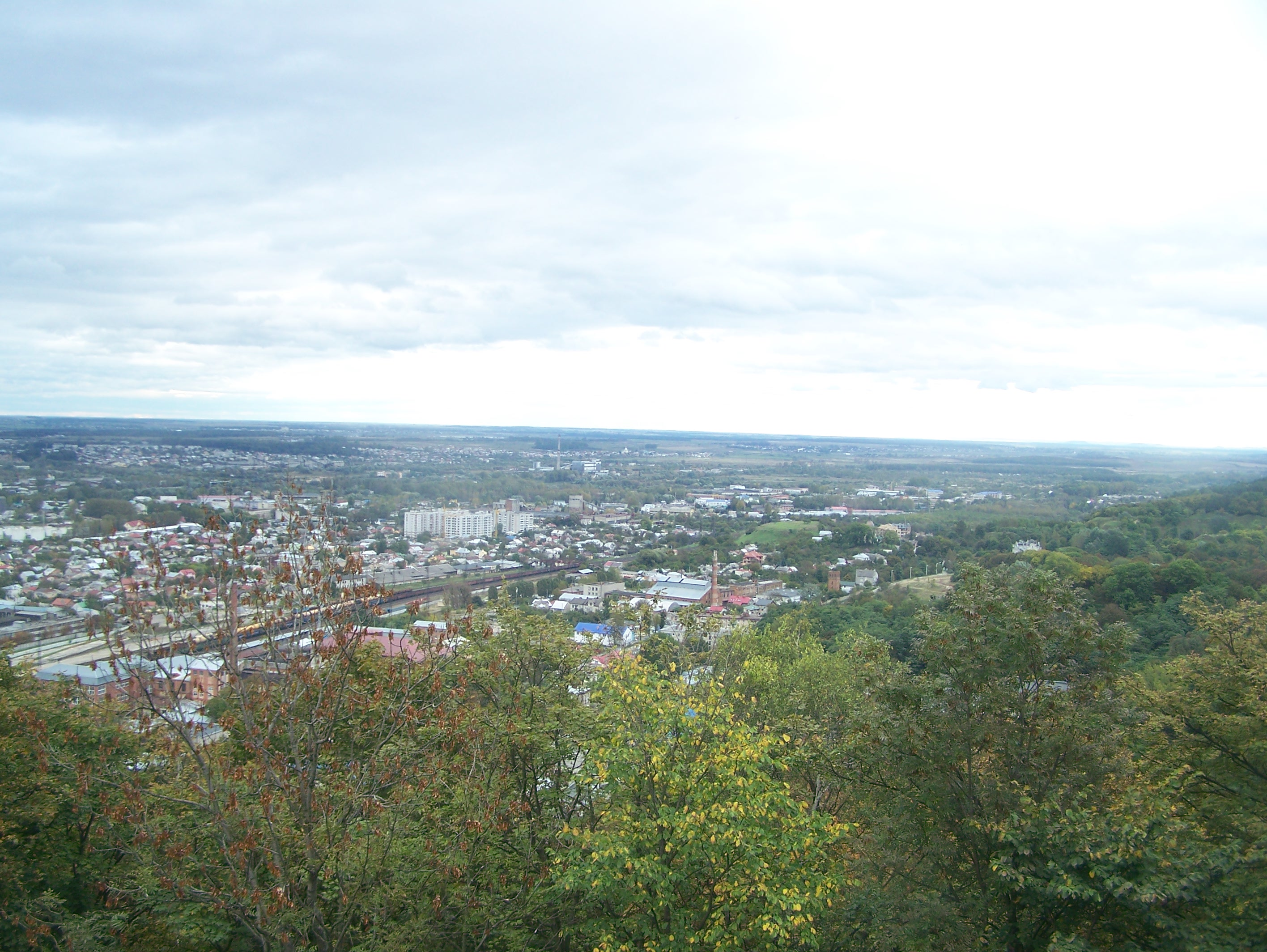
Linea ferroviaria vista dal sito del Castello

La stazione fu costruita la prima volta nel 1869 con la nascita della linea ferroviaria  Leopoli - Brody e la scelta del sito cadde sull'area di un ex cimitero chiuso nel 1856. L'edificio della stazione è stato restaurato e ricostruito più volte nel 1890, nel 1908, nel 1919, negli anni cinquanta e all'inizio del XXI secolo.
Durante recenti lavori di ricostruzione effettuati all'inizio del XXI secolo sono stati rinvenuti sul sito della stazione i corpi oltre 600 vittime della carestia che colpì i Paesi dell'Unione Sovietica tra il 1946 e il 1947 ed è stata posta una lapide alla memoria.

## Strutture e servizi
La stazione si trova nella parte storica settentrionale della città di Leopoli sotto l'altura sulla quale si trovano i resti dell'antico castello cittadino. La stazione svolge da tempo servizio per il trasporto merci ma vi fanno scalo anche treni a lunga percorrenza ad alta velocità che la collegano alle principali città dell'Ucraina e dell'Europa occidentale.